# Monasterio de Santa María (Lladó)
El monasterio de Santa María de Lladó es un antiguo monasterio de padres agustinos, situado en el municipio Lladó, y en la comarca catalana del Alto Ampurdán. 
Vivió su máximo esplendor entre los siglos XII y XIII. Está considerado como Monumento Histórico Artístico desde 1925.

## Historia
El origen del monasterio se sitúa en un documento emitido el 4 de abril de 1089 por parte de los señores de Navata mediante el cual devolvían a la iglesia algunos de sus bienes. Entre ellos se encontraba la iglesia de Santa María. El obispo de Gerona, Berenguer Guifredo, aceptó la devolución y decidió instaurar ahí una comunidad religiosa.
El primer abad fue Joan, procedente del monasterio de Santa María de Vilabertrán. Joan se encargó de ampliar los dominios del monasterio, anexionando algunas iglesias cercanas como la de Santa María de Ermedás o la de Sant Cristofol de l’Estela. En el año 1095 se le encargó también la dirección de Sant Tomàs de Riudeperes cercana a la ciudad de Vich. La comunidad de Lladó no fue, sin embargo, aprobada hasta la expedición de una bula por parte del Papa Calixto II emitida en el 1124. El abad Joan murió en el 1125 y fue enterrado en Santa María.
En el 1196 se construyó una nueva iglesia, así como un hospital que realizaba también las funciones de hospedería para los peregrinos. En el 1204 las posesiones del monasterio se ampliaron para incluir la parroquia de Sant Feliu, así como las de Sant Martí Saserra y Cistella.
Durante el siglo XIII y la primera mitad del XIV el monasterio siguió contando con el favor de los reyes y recibió el encargo de controlar los intentos de expansión de los condes de Ampurias que querían extender sus dominios por La Garrocha.
En el siglo XIV se trasladaron al monasterio las reliquias de San Lamberto, un mártir de Flandes, que aumentaron el número de peregrinos que visitan Santa María. Para acoger estas reliquias se construyó una pequeña capilla de estilo gótico anexa a la nave principal del templo. 
El declive llegó a Santa María a finales de ese mismo siglo. El monasterio fue secularizado en 1592 y se transformó en una colegiata hasta el 1852 en que pasó a ser la iglesia parroquial de la población de Lladó.

## Edificio
La iglesia parroquial se encuentra en muy buen estado de conservación. Se trata de un edificio de tres naves, separadas por pilastras, con columnas adosadas. La nave central está cubierta con una vuelta de arco apuntado, mientras que las laterales lo hacen con una vuelta de cuarto de círculo. Cada una de las naves tiene su ábside con pequeñas ventanas.
Una de las partes más destacadas del edificio es su portalada. Está compuesta por seis arcos terminados en un friso que se sostiene sobre unas columnas con capiteles de estilo corintio. Aunque el centro es liso, en los laterales aparecen esculturas de dragones, hidras y otros monstruos. En su interior se encuentra una pila bautismal, destacada muestra del arte románico.